# Assjack
Assjack es un grupo estadounidense de punk metal y psychobilly encabezado por Hank Williams III. Es una de las tres formas en que se presenta Hank en concierto. Se formaron en 1999 como una banda de hillbilly,pero fueron evolucionando hacia un sonido más hardcore y thrash metal. La banda se compone de Hank William III (voz y guitarra) y JoeBuck (bajo y coros). Han tenido varios baterías y a Gary Lindsey como corista en diferentes etapas.

## Miembros
- Hank Williams III: Voz, guitarra.
- JoeBuck: bajo, coros.

### Miembros anteriores
- Kevin Bond: guitarra
- Gary Lindsey: voz, coros.
- Joe Fazzio: batería.
- Tim Yeung: batería.
- Munash Sami: batería.

## Discografía

### Álbumes oficiales
- Assjack (Curb, 2009).

### Álbumespiratas
Hasta el año 2009 en el que apareció Assjack, las referencias de la banda no fueron oficiales, se trataba de álbumes piratas editados por fanes de Hank Williams III.
- Bootleg #1 (2000).
- Bootleg #2 (2001).
- Bootleg #3 Pre-Release (2002).
- Bootleg #3 (2005).